# Cal Comabella (Torà)
|  | Per a altres significats, vegeu «Cal Comabella». |

Cal Comabella (antigament cal Rabassa) és una casa de Torà, a la comarca del Solsonès, inclosa a l'Inventari del Patrimoni Arquitectònic de Catalunya.

## Descripció
Edifici de quatre plantes i terrat, situat en una de les zones més nobles del poble de Torà.

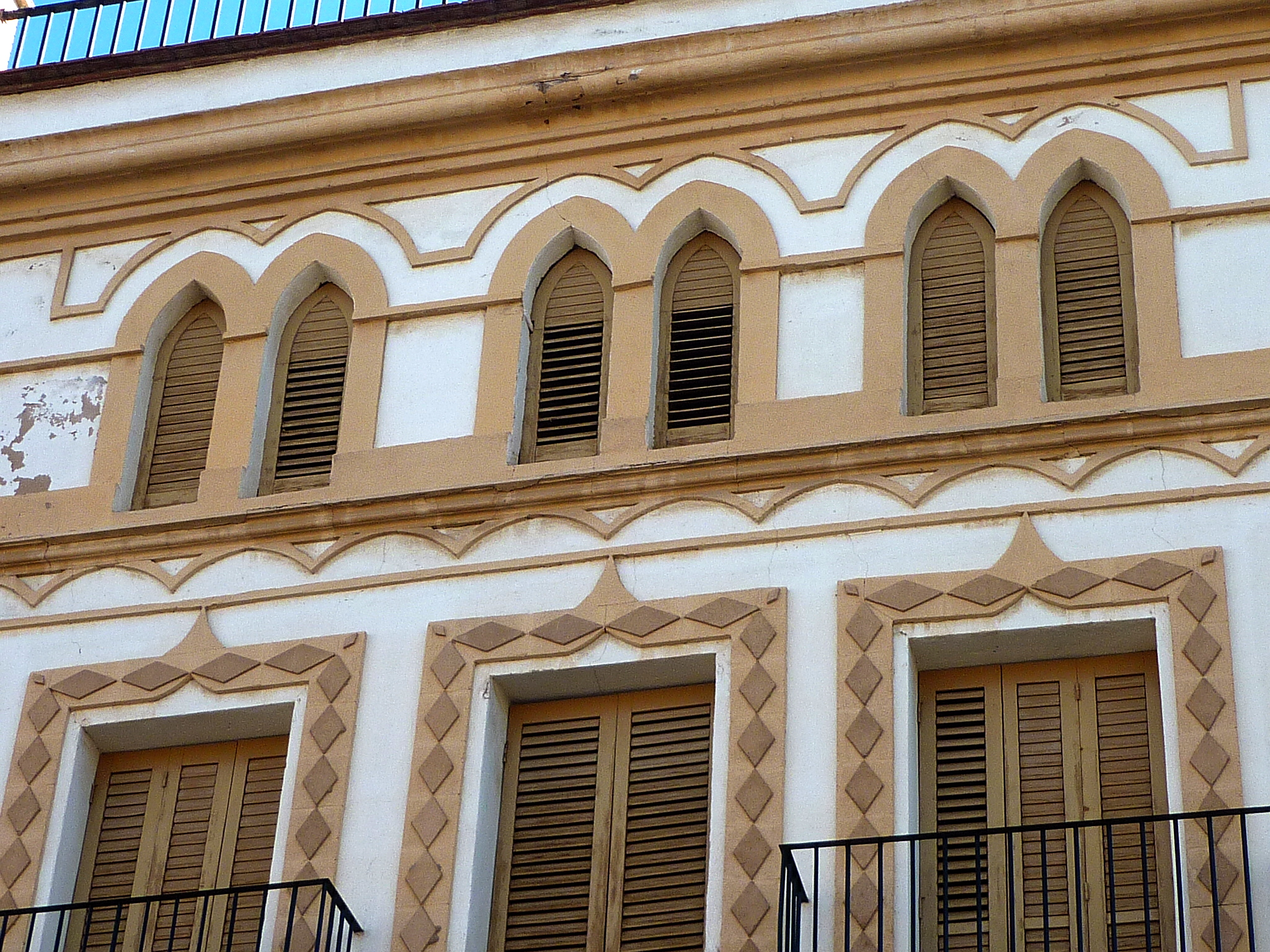
Detall de la galeria

A la planta baixa trobem dues grans portes d'arc escarser, molt intervingudes recentment. Tota aquesta planta es troba folrada per planxes de granit. A la primera planta hi ha dues portes balconeres amb un balcó corregut amb barana de forja. Les dues portes presenten una cornisa prominent amb rombes en relleu en el seu interior. Entre porta i porta un marc decoratiu. El segon pis és igual que l'anterior, però cadascuna de les portes balconeres té el seu propi balcó amb barana de forja. Al centre apareix una finestra de doble batent. Al tercer pis hi ha una galeria amb sis obertures amb arcs apuntats. Apareixen unides en parelles, tenen una motllura ampla i llisa i una cornisa que ressegueix el seu perfil.
L'edifici s'encapçala amb un terrat amb barana de forja.